# Rimini F.C. 1912

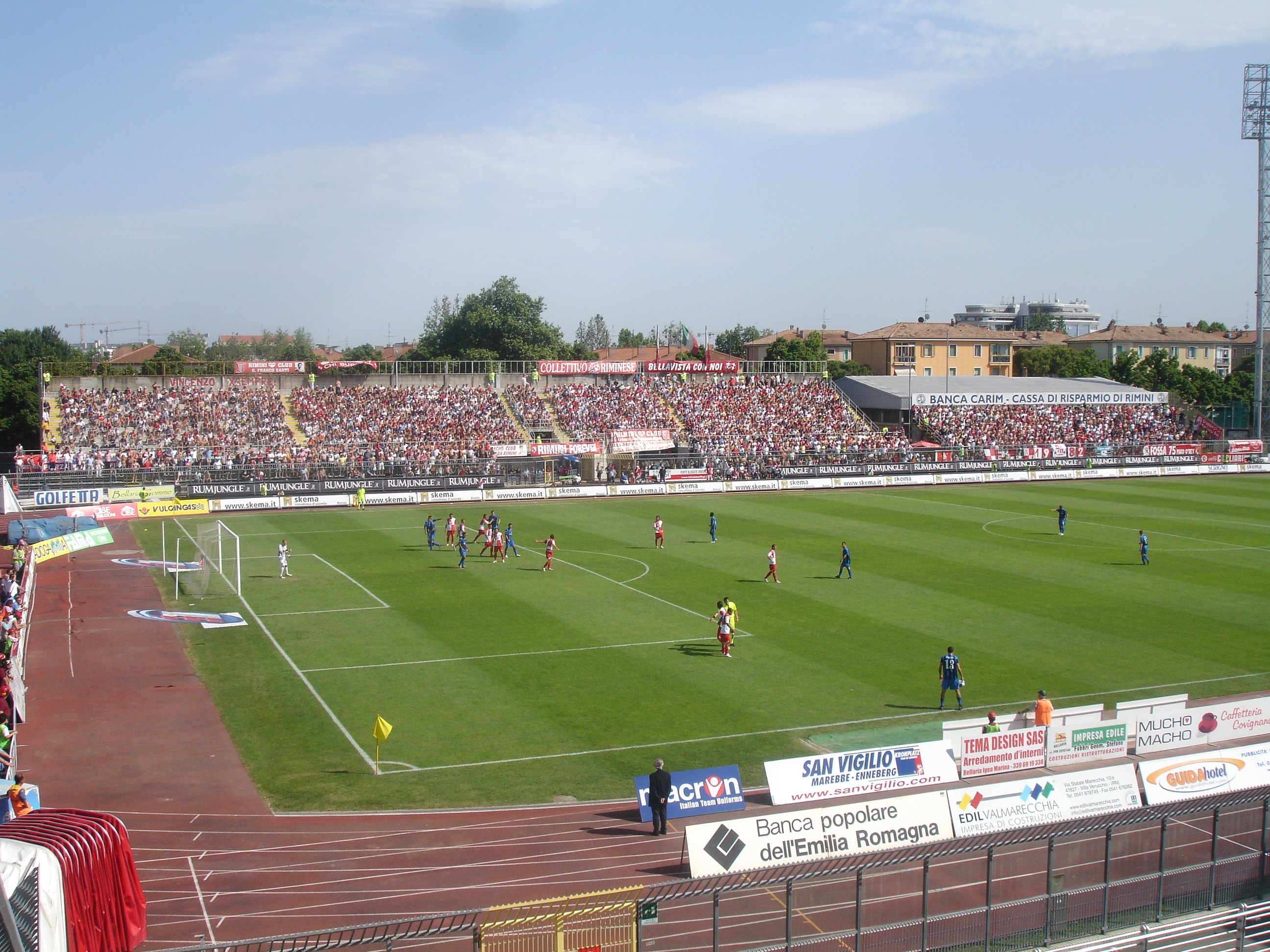
Stadio Romeo Neri năm 2009

Câu lạc bộ bóng đá Rimini 1912 là một câu lạc bộ bóng đá Ý có trụ sở tại Rimini, Emilia-Romagna.
Câu lạc bộ được thành lập vào năm 1912.
Sân nhà của họ là Stadio Romeo Neri có sức chứa 9786 chỗ ngồi.

## Lịch sử
Câu lạc bộ được thành lập với tên Libertas Rimini vào năm 1912, và lần đầu tiên áp dụng áo thi đấu trắng và đỏ thương hiệu của họ vào những năm 1920, mùa 1929-30 họ bắt đầu chơi trên sân vận động mà vẫn được câu lạc bộ sử dụng ngày nay; Sân vận động Romeo Neri. Tên câu lạc bộ đã được đổi thành Rimini Calcio vào năm 1939.

### Giữa Serie B và Serie C
Rimini đã thi đấu tại các giải đấu trong khu vực (tương đương với hệ thống Serie C hiện đại) trong nhiều năm tồn tại. Họ không thể thăng hạng lên Serie B cho đến năm 1976.
Trong những năm 1970, câu lạc bộ đã trải qua ba mùa giải ở Serie B, kết thúc ở nửa cuối bảng; họ đã xuống hạng vào năm 1978, nhưng đã thăng hạng trong mùa giải tiếp theo. Rimini đã xuống hạng một lần nữa trong 1981-82, tuy nhiên lần này, họ đã không thăng hạng trở lại ngay lập tức. Rimini đã trải qua hai mươi bốn mùa giải tiếp theo trong hệ thống giải đấu Serie C, giảm xuống thấp nhất là C2 / C.
Tuy nhiên, những năm 2000 là thời gian tươi sáng hơn cho Rimini; họ đã đạt đến vòng play-off C2 / B sáu lần liên tiếp trước khi được thăng hạng lên C1 / A. Vào năm 2004-05, họ trở thành nhà vô địch Serie C (cũng như người chiến thắng Siêu cúp Serie C1) và trở lại Serie B lần đầu tiên kể từ đầu những năm 1970.

### Từ Serie B đến Lega Pro Prima Divisione
Vào ngày 9 tháng 9 năm 2006, Rimini đã có được tin tức quốc gia sau khi có được trận hòa trên sân nhà 1-1 gây sốc với Juventus FC, với tiền vệ tấn công người Argentina, Adrián Ricchiuti ghi bàn gỡ hòa, mặc dù đã đuổi khỏi tiền vệ của Domenico Cristiano chì. Họ thậm chí đã đạt đến đỉnh Serie B vào đầu năm 2007, nhưng vào cuối mùa giải đó, họ đã xếp thứ 5 sau Juventus, Napoli, Genova và Piacenza. Hai năm sau, Rimini Calcio đã xuống hạng Lega Pro Prima Divisione sau khi thua trận play- off trước Ancona.
Trong mùa giải 2010-11, đội trở lại lại trong giải hạng 3 của Ý, nhưng vào mùa xuân năm 2010, chủ sở hữu cũ đã rời đi, và không ai tiếp quản đội bóng.

### AC 1912
Vào mùa hè năm 2010, câu lạc bộ đã thành lập lại với cái tên AC Rimini 1912, bắt đầu lại ở Serie D, giải hạng 5 của bóng đá Ý. Năm đó, câu lạc bộ đã giành chiến thắng trong trận chung kết play-off quốc gia trước Turris trên chấm phạt đền sau trận hòa 0-0, được thăng lên Lega Pro Seconda Divisione (hạng 4). Vào cuối mùa 2011-12, Rimini đã thua trận bán kết với Cuneo. Mùa giải tiếp theo khá phức tạp đối với câu lạc bộ, bởi vì Rimini phải thắng hai vòng play-off xuống hạng để giữ lại vị trí của mình ở Lega Pro Seconda Divisione. Xuống hạng Serie D diễn ra một năm sau đó, khi 9 trong số 18 đội bị xuống hạng (hạng ba và hạng bốn được hợp nhất thành một giải đấu duy nhất sau phiên bản đó). Trong khi đó, Fabrizio De Meis nắm quyền sở hữu câu lạc bộ thay cho Biagio Amati, người đã từ chức.
Mười một tháng sau khi xuống hạng, Rimini đã trở lại Lega Pro sau khi giành chiến thắng tại bảng D của 2014-15 Serie D. Trong mùa giải đó, đội đã thu thập được 86 điểm, và tiền đạo Manuel Pera đã ghi được 30 bàn thắng. Vào cuối mùa giải 2015-16 Lega Pro, sau một mùa giải bị ảnh hưởng bởi các vấn đề kinh tế nghiêm trọng, AC Rimini 1912 không thể tham dự giải vô địch sau do các khoản nợ của mình.

### Câu lạc bộ bóng đá Rimini 1912
Vào mùa hè năm 2016, câu lạc bộ đã được thành lập lại với cái tên Câu lạc bộ bóng đá Rimini 1912 và thi đấu tại Eccellenza Emilia-Romagna cho mùa 2016-17  và tại  cho mùa giải 2017-18 Serie D, cả hai đều kết thúc bằng một suất thăng hạng.

## Danh hiệu
Serie C
- Vô địch: 1975-76, 2004-05 
  - Thăng hạng: 1979-80

Super Coppa di Lega Serie C1
- Vô địch: 2004-05

Serie C2 / B
- Thăng hạng: 2002-03

Serie D
- Vô địch: 2014-15, 2017-18 
  - Thăng hạng: 2010-11

Eccellenza
- Vô địch: 2016-17